# CGE
A Compagnie générale des eaux (CGE) foi uma empresa francesa especializada na distribuição da água. Em 1998, passou a chamar-se Vivendi. Em 2000, as operações da companhia passaram para a empresa Veolia Environnement, atualmente uma  multinacional autónoma: o antigo acionista majoritário da Vivendi vendeu a sua participação em julho de 2006.

## História
Criada em 1853 pelo decreto imperial de 14 de dezembro de 1853, a Compagnie générale des eaux ganhou em 1854 uma concessão de cem anos para a distribuição e abastecimento de água na cidade de Lyon. Esta foi a primeira concessão de serviços de abastecimento de água em todo o mundo.[carece de fontes?] Em 1861, a companhia obteve a concessão do serviço por 50 anos para a capital, Paris.
A criação da CGE foi inspirada nas ideias de Saint-Simon e, particularmente, nas de Barthélemy Prosper Enfantin, um dos primeiros administradores da companhia, para quem a criação de redes era fundamental para o desenvolvimento industrial e, portanto, para o progresso social. Enfantin havia participado também dos projetos de criação de um canal em Suez e de ferrovias na França.
O sucesso imediato da Société générale des eaux na bolsa de valores permitiu a criação, em 14 de maio de 1854, por decreto imperial, do banco Société générale.
A CGE tornou-se Vivendi em 1998. Suas atividades históricas foram retomadas pelo grupo Veolia Environnement, dentro de sua divisão Veolia Eau.

## Presidentes/Directores gerais
- George Huvelin: 1976
- Guy Dejouany: 1976 - 1996
- Jean-Marie Messier: 1996 - 2002 (até 1998: CGE, até 2002: Vivendi)

## Em Portugal - CGEP
Em Portugal a empresa Compagnie Générale des Eaux (Portugal) (CGEP) começou a operar em 1991. É uma empresa do género EPAL, trata das águas municipais em vez da câmara municipal e auxilia esta também no tratamento das águas municipais. A CGE começou a operar em Mafra pela CGEP/Mafra e depois estendeu-se a Ourém, Paredes e Valongo.